# Jihomujský hřbet
Jihomujský hřbet (rusky Южно-Муйский хребет – Južno-Mujskij chrebet) je hřeben v ruském Burjatsku a Zabajkalském kraji. Má délku téměř 400 km a je součástí Stanové vysočiny.

## Geografie
Pohoří leží v jihozápadní části Stanové vysočiny. Táhne se ze západu na východ a dosahuje šířky až 80 km. Ze severu je ohraničeno Mujskou kotlinou, z jihu Bauntovskou kotlinou. Jeho nejvyšším vrcholem je Mujskij Gigant s výškou 3 067 m.

## Geologie
Pohoří je tvořeno žulami a krystalickými břidlicemi, přeměněnými vápenci a dolomity.

## Flora
Úbočí jsou pokryta tajgou, nad 1 400 m rostou zakrslé borovice a alpinská tundra.

## Zajímavosti
Výška přes 3 000 m byla na mapách zaznamenána až v 90. letech 20. století, kdy byl uskutečněn prvovýstup.